# STS-45
La STS-45 è una missione spaziale del Programma Space Shuttle.

## Equipaggio
- Comandante: Charles F. Bolden (3)
- Pilota: Brian Duffy (1)
- Comandante del carico utile: Kathryn D. Sullivan (3)
- Specialista di missione 2: David C. Leestma (3)
- Specialista di missione 3: C. Michael Foale (1)
- Specialista del carico utile 1: Byron K. Lichtenberg (2)
- Specialista del carico utile 2: Dirk D. Frimout (1)

Tra parentesi il numero di voli spaziali completati da ogni membro dell'equipaggio, inclusa questa missione.

## Parametri della missione
- Massa:
  - Navetta al rientro: 93.009 kg
  - Carico utile: 9.947 kg
- Perigeo: 282 km
- Apogeo: 294 km
- Inclinazione: 57°
- Periodo: 1 ora, 30 minuti e 18 secondi